# 一邊一國行動黨
一邊一國行動黨是一個已解散的中華民國政黨，以臺灣獨立為主要思想，並以中華民國前總統陳水扁為精神領袖、前行政院院長游錫堃為「最高顧問」。2019年8月18日成立，後投入2020年中華民國立法委員選舉失利，於2021年1月黨員大會正式決議解散，前後僅存在一年五個月。

## 歷史
2015年，一邊一國行動聯盟成立，是一邊一國行動黨前身，理事長為陳昭姿。
2019年8月2日，大是文化舉辦海外中國大陸民運人士新書《顛倒的民國：臺灣和中國都不提起的近現代史》發表會，民主進步黨秘書長羅文嘉說，現階段台灣推動正名修憲或制憲，恐怕會加劇台灣社會分裂，從而使台灣陷入內外交困的境地；他相信，在2040年到2050年間，台灣會自然產生一部全新的憲法。2019年8月13日，中華民國前總統陳水扁不滿羅文嘉此言，要求羅文嘉道歉，獲得喜樂島聯盟與即將成立的一邊一國行動黨支持；羅文嘉回應，「大家目標相同，只是節奏掌握不同而已」。
2019年8月18日，一邊一國行動黨於台大校友會館舉行成立大會，創黨宗旨為「促使台灣成為主權獨立的現代化國家，並申請加入聯合國成為會員國」。一邊一國行動黨以陳水扁為精神領袖，主要成員來自908台灣國運動、扁聯會、一邊一國行動聯盟等獨派社團人士，前行政院院長游錫堃則擔任最高顧問。一邊一國行動黨召集人楊其文說，一邊一國行動黨不是要當忠誠的反對黨，而是要當執政黨；前中華民國副總統呂秀蓮恭喜一邊一國行動黨成立，並抨擊民主進步黨過去反對中國國民黨、現在卻是「第二個國民黨」；前中華民國總統府資政吳澧培說，他期待一邊一國行動黨在短期內強力監督民進黨，「如果他們不想聽，我們就將它取而代之」。一邊一國行動黨成立宣言指出，民進黨自2008年至今的黨規修訂，拋棄建黨初衷與理念，民主機制蕩然，中華民國總統蔡英文「一人」凌駕於「一黨」之上，眾聲喧嘩的民主進步已經矮化為一言堂，黨的官僚儼然成為黨員的主人；一邊一國行動黨要建立政黨的新典範，去階級化、去官僚化，黨組織是服務全黨全民的僕人。
2019年9月8日，陳水扁出席908台灣國運動13週年感恩餐會，上台致詞，呼籲支持者全力為一邊一國行動黨拉票，2020年中華民國立法委員選舉目標得票數100萬票、立法委員3席；綠黨在臉書發文批評，陳水扁違反法務部矯正署臺中監獄之保外就醫規定，中華民國法務部必要時應要求陳水扁立即回臺中監獄服刑。同月9日，一邊一國行動黨發表聲明回批，「友黨在臉書以黨之名義做不適格發言」，陳水扁依法當然可以從事政治活動。
2019年9月10日，一邊一國行動黨宣布取得中華民國內政部政黨證書，主事務所所在地為臺北市中正區青島東路5號2樓之2（紡織大樓）。同月30日，陳水扁表示，他在民進黨主席任內大力扶持台灣團結聯盟，目的是不要讓政治變成分贓政治，而且有競爭才會有進步；如今他支持一邊一國行動黨也是一樣的道理，如果民進黨因此將他開除黨籍，他也認了。
2019年10月8日，針對外界質疑為何一邊一國行動黨提名的區域立法委員候選人都是挑戰民進黨新潮流系現任立法委員，楊其文說，民進黨已經失去自我制衡機制，民進黨立法院黨團成為一言堂；一邊一國行動黨認為，民進黨的污名化及反民主化，新潮流系應負最大責任。
2019年10月10日中華民國國慶，一邊一國行動黨群眾由楊其文與副秘書長詹伯智等人帶往臺北市凱達格蘭大道抗議，高喊「台灣中國、一邊一國」、「廢除中國國慶、我要台灣身分證」。楊其文指出，一邊一國行動黨的目標是延續陳水扁政府對台灣的改變與建設，找回今日民進黨遺忘的黨魂，在2020年立法委員選舉拿下至少100萬票，並組成立法院黨團推動政策。
2019年10月18日，一邊一國行動黨舉辦「十大政見、九大福利」政策發表會，楊其文說，一邊一國行動黨要導正蔡英文政府的錯誤政策。2019年11月6日，楊其文公開拒絕參加中央研究院院士陳定信發起的支持蔡英文連任總統之學術界連署，並駁斥連署聲明中肯定蔡英文政府之詞，抨擊「民進黨墮落了……政治撈客處處沾腥，貪婪虎大口吞噬無止盡的利益，創黨理念與核心價值不見」；同時諷刺，如果「中華民國台灣」是最大公約數、更是蔡英文可以說了算，那麼「人類歷史就妳（蔡英文）直接來說唱就好」。
2019年11月10日，羅文嘉為民進黨立法委員參選人何欣純助選，公開呼籲選民將立法委員選舉政黨票集中投給民進黨、讓民進黨取得立法院過半席次，還說將政黨票投給小黨「最後得票率沒有超過5%，都是浪費」，引發爭議。同月12日，陳水扁在臉書發文抨擊，羅文嘉不只嚴重失言，「瞧不起代表少數聲音的小黨，更是得意忘形，傲慢囂張到極點」；他呼籲選民，為了不讓羅文嘉失望，請投給一邊一國行動黨，「至少過5%，那就不會浪費選票了」。
2019年11月20日，陳水扁同意受一邊一國行動黨提名為全國不分區立法委員候選人，否認自己是一邊一國行動黨精神領袖，自稱只是「澆水園丁」。
2019年11月22日，臺北市第一選舉區立法委員候選人李婉鈺宣布加入一邊一國行動黨，強調她不是反對民進黨、而是反對新潮流系。2019年11月24日，李婉鈺說，不希望新潮流系惡劣霸占國家機器、為私利運作，這是包括台灣民眾黨與一邊一國行動黨在內所有第三勢力的共同心聲。
2019年11月22日，一邊一國行動黨全國不分區立法委員候選人楊智淵表示，民進黨上屆說「完全執政、完全負責」，這屆還是這樣說，「有什麼小路用」；他呼籲，政黨票投給小黨，讓小黨進入立法院監督政府，不要讓民進黨繼續傲慢下去。
2019年11月27日，陳水扁到嘉義市為一邊一國行動黨助選時說，蔡英文曾說「中華民國是流亡政府」，他也曾問「中華民國是什麼碗糕」，結果現在蔡英文被認為是2020年中華民國總統選舉中最認同中華民國的總統候選人；如果民進黨最後只能支持中華民國，「台灣」這條路將永遠走不出來，因此一邊一國行動黨一定要成立。

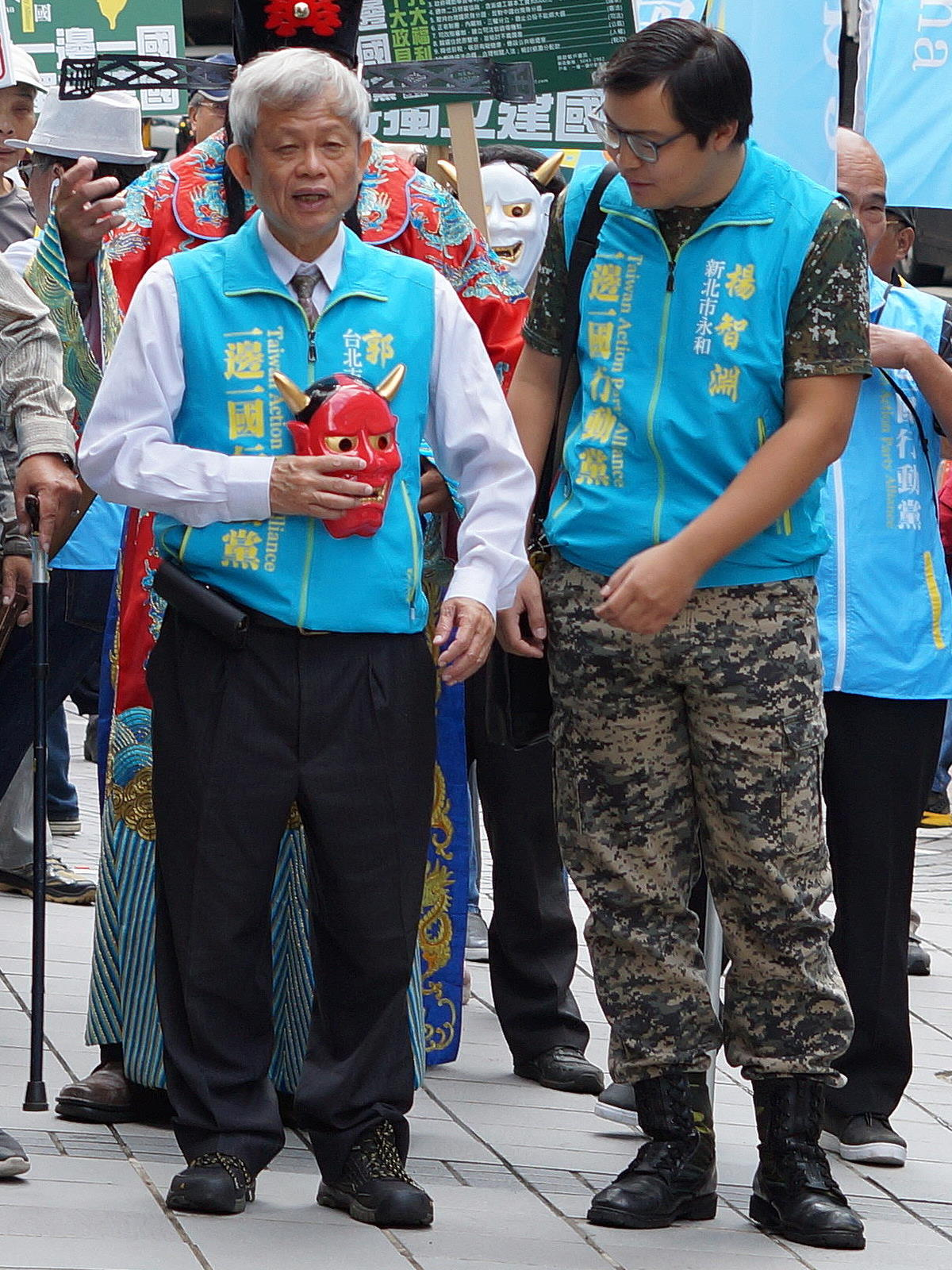
郭正典（左）與楊智淵（右）率隊赴高嘉瑜服務處抗議

2019年11月30日上午，一邊一國行動黨臺北市第四選舉區立法委員候選人郭正典與一邊一國行動黨新北市第九選舉區立法委員候選人楊智淵率隊，赴民進黨臺北市第四選舉區立法委員候選人高嘉瑜服務處抗議，批評高嘉瑜「背骨」。
2019年11月30日，中原大學教授兼台灣教授協會會員李欣芬撰文，反對將政黨票投給一邊一國行動黨，要求陳水扁「在家專心養病」、讓蔡英文「安心治國」；她質疑，若一邊一國行動黨等小黨使民進黨無法取得立法院過半席次，台灣就抵擋不住中國共產黨「紅統勢力入侵」。2019年12月1日，一邊一國行動黨發言人陳昭姿說，一邊一國行動黨與民進黨站在同一邊，而且堅守民進黨創黨的原點，以「民進黨的防腐劑與監督員」自居，「為民進黨扮演黑臉，說民進黨不敢言，行民進黨不便行」，不是為了陳水扁一人而成立；李欣芬懷疑一邊一國行動黨會導致「紅統勢力入侵」，一邊一國行動黨無法接受此種指控。2019年12月3日，陳水扁宣布，他支持蔡英文連任總統，但一邊一國行動黨政黨票必須超過67萬票。2019年12月6日，楊其文撰文，駁斥李欣芬說詞，諷刺蔡英文政府一系列「拒台挺中」的政策，諷刺台教會淪為民進黨的附庸團體，呼籲台教會「輸誠可，良知不必淪喪」。

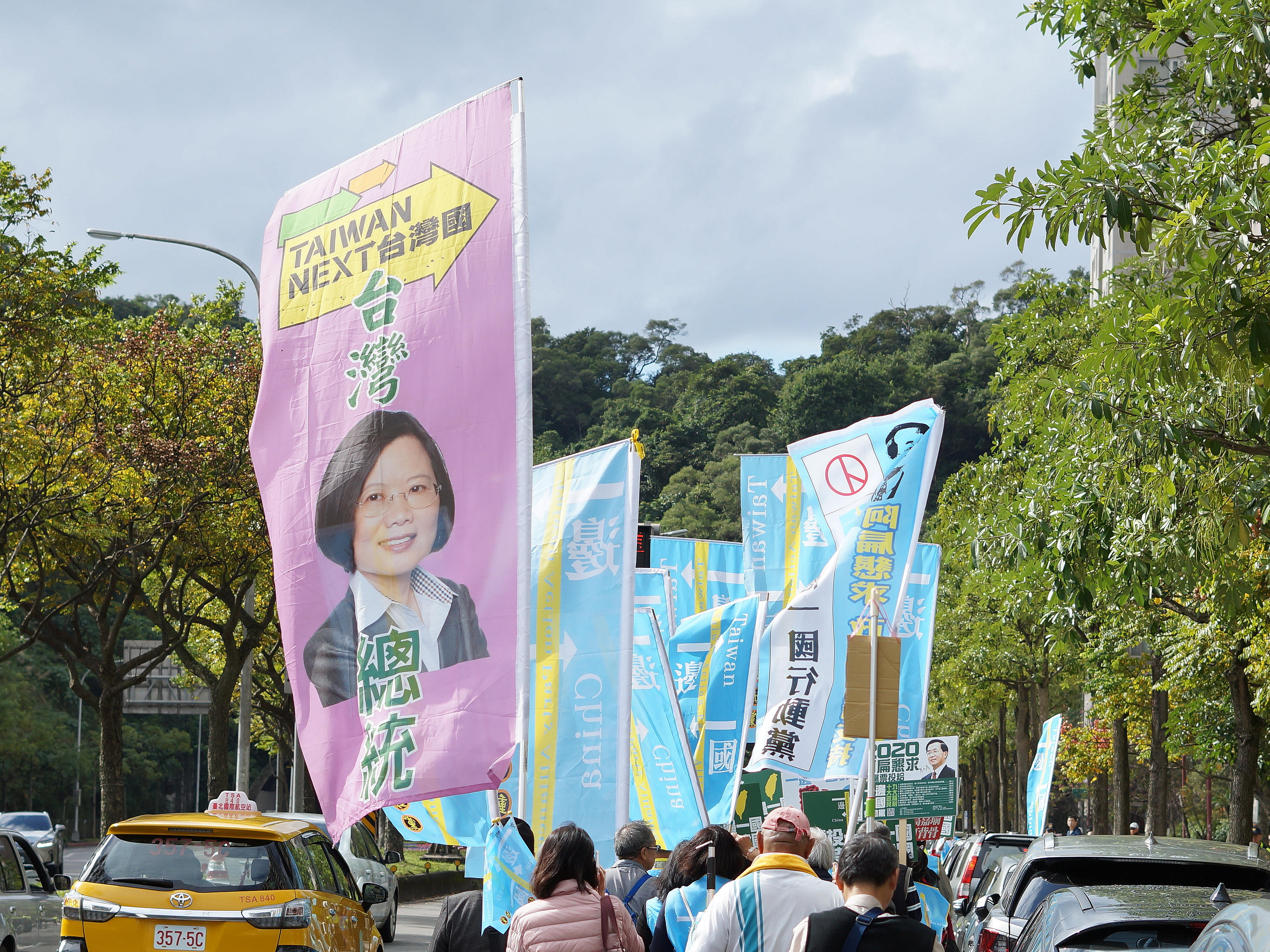
一邊一國行動黨支持蔡英文連任總統

2019年12月8日，一邊一國行動黨舉辦立法委員候選人發布會，陳水扁說出他支持一邊一國行動黨的原因：「我們既然要推動政黨政治，就不能變成一黨獨大、一言堂、中央集權、黨部跟黨團都只有一種聲音。我們要做烏鴉嘴，不能做喜鵲。」2019年12月10日，前喜樂島聯盟決策委員劉敬文（妖西）應楊其文邀請加入一邊一國行動黨，並擔任召集人特助，負責網站與數位行銷。2019年12月22日，劉敬文表示，「阿扁們」是最反蔡英文的一群人，他們早在蔡英文學位門爆發或民視新聞台政論節目《政經看民視》開始批評蔡英文之前就在反蔡英文，其中許多人甚至在2016年中華民國總統選舉根本沒有投給蔡英文；陳水扁表態投給蔡英文，但「阿扁們不會在這件事情上聽阿扁的」。
2019年12月27日，陳昭姿介紹，一邊一國行動黨要扮演「民進黨的防腐劑與監督員」，主張一邊一國、台灣是主權獨立國家，反對「中華民國台灣」，因為「『中華民國台灣』就是『中國台灣』」；任何政黨，只要在政策上與一邊一國行動黨有相同想法，一邊一國行動黨都可以與之合作。2019年12月30日，喜樂島聯盟全國不分區立法委員候選人林秀霞表示，一邊一國行動黨支持蔡英文連任總統，但蔡英文「既不正名、也不制憲」、堅持「中華民國台灣」是台灣社會最大共識，而且蔡英文的司法改革是全然空話，因此喜樂島聯盟與一邊一國行動黨「在本質上是截然不同的政黨」。
2020年1月12日，由於一邊一國行動黨政黨票得票率未超過5%，陳水扁宣布退出政壇。2020年1月14日，陳昭姿與一邊一國行動黨志工長郭長豐（陳昭姿之夫）發表聯合聲明，宣布追隨陳水扁，「退出政黨活動，退出一邊一國行動黨」。2020年1月19日，一邊一國行動黨中央工作小組會議決議解散，並已成立「善後小組」進行解散作業。
2020年1月14日，前民進黨主席許信良（時任亞太和平研究基金會董事長）接受中國評論通訊社專訪時表示，一邊一國行動黨政黨票得票率僅1%，陳水扁宣布退出政壇，激烈的台獨主義、台獨思想得不到人民的支持，務實中道主義是蔡英文政府四年來對台灣海峽兩岸關係最大的貢獻。
2020年1月20日，一邊一國行動黨宣布於本月19日中央工作小組會議決議解散，陳水扁在臉書發圖「黨沒有了，人在心在台灣在」；《呷新聞》獨家披露本月19日一邊一國行動黨中央工作小組會議紀錄，創黨至今負債新臺幣550餘萬元，楊其文請辭案遭全數否決，副召集人張葉森也沒有主持會議之意願，最後授權秘書長許龍俊主持會議。
2021年2月9日，中華民國內政部公告，一邊一國行動黨於2021年1月28日召開2021年第1次黨員大會決議解散。
一邊一國行動黨解散後，許龍俊成為亞太和平研究基金會董事。

## 組織
一邊一國行動黨無黨主席，而是選出「召集人」領導中央工作小組。《一邊一國行動黨黨章》第13條規定，「本黨設『中央工作小組』召集人壹人，由中央工作小組成員互選之，得票最高者當選」，召集人任期兩年、連選得連任一次，「本黨之負責人，對外代表本黨，領導並指揮中央工作小組之運作，並督導秘書處執行任務」。

## 參與選舉

### 2020年中華民國立法委員選舉

#### 區域立法委員名單
| 參選選區         | 號次 | 候選人 | 主要經歷                             | 得票數 | 得票率 | 結果   |
| ---------------- | ---- | ------ | ------------------------------------ | ------ | ------ | ------ |
| 臺北市第一選舉區 | 3    | 李婉鈺 | 新北市議員                           | 6,636  | 3.21%  | 未當選 |
| 臺北市第二選舉區 | 4    | 陳民乾 | 台灣獨立黨區域立法委員候選人         | 1,192  | 0.61%  | 未當選 |
| 臺北市第四選舉區 | 1    | 郭正典 | 臺北榮民總醫院醫師、民進黨終身黨員   | 1,062  | 0.43%  | 未當選 |
| 臺北市第五選舉區 | 5    | 邱一峰 | 律師、台灣納稅人監督政府聯盟秘書長   | 551    | 0.30%  | 未當選 |
| 新北市第四選舉區 | 2    | 葉宏仁 |                                      | 637    | 0.29%  | 未當選 |
| 新北市第八選舉區 | 2    | 蔡宗霖 | 中華民國新聞記者協會秘書長           | 739    | 0.35%  | 未當選 |
| 新北市第九選舉區 | 5    | 楊智淵 | 台灣民族黨副主席                     | 900    | 0.50%  | 未當選 |
| 桃園市第一選舉區 | 5    | 沈育和 | 桃園南天武聖殿殿主                   | 601    | 0.26%  | 未當選 |
| 臺中市第七選舉區 | 3    | 林培基 | 臺中縣大里市金城里里長               | 1,480  | 0.63%  | 未當選 |
| 臺南市第四選舉區 | 3    | 林志文 | 民進黨臺南市黨部副執行長兼媒體發言人 | 1,860  | 0.97%  | 未當選 |
| 屏東縣第一選舉區 | 6    | 潘偉龍 | 屏東縣議員潘長成之子                 | 4,476  | 1.85%  | 未當選 |

#### 全國不分區立法委員名單
| 號次     | 候選人 | 主要經歷                                                                                                   | 得票數 | 得票率 | 結果                                                        |
| -------- | ------ | --- | ------ | ------ | ----------------------------------------------------------- |
| 1        | 陳昭姿 | 台灣北社秘書長、藥害救濟基金會董事長、一邊一國行動黨發言人                                                 |        |        | 未當選                                                      |
| 2        | 鄭新助 | 國民大會代表（第三屆）、行政院顧問、高雄市議員（第一、二屆）                                               |        |        | 未當選，2020年3月4日民進黨中評會決議開除黨籍。              |
| 3        | 朱孟庠 | 新國家連線臺北市議員候選人、李登輝基金會副秘書長、李登輝民主協會顧問                                       |        |        | 未當選                                                      |
| 4        | 楊其文 | 國立台北藝術大學名譽教授、國立台北藝術大學劇場設計學系教授、國立中正文化中心藝術總監、一邊一國行動黨召集人 |        |        | 未當選                                                      |
| 5        | 張文翊 | 《自由時報》專欄作家金恆煒之妻、《中國時報》「人間副刊」編輯                                               |        |        | 未當選                                                      |
| 不符資格 | 陳水扁 | 中華民國第10、11任總統                                                                                     |        |        | 因不符合《公職人員選舉罷免法》第26條第2款，不得登記為候選人 |

## 外部連結
- 一邊一國行動黨
- YouTube一邊一國行動黨官方頻道（页面存档备份，存于）
- 一邊一國行動黨的Facebook專頁